# Neosaurus
Neosaurus is een geslacht van uitgestorven synapsiden, behorend tot de Sphenacodontidae, dat leefde tijdens het Laat-Carboon in het gebied van het huidige Frankrijk.
Een bovenkaak gevonden bij Les Gorges in het La Serre Massif werd in 1857 en 1858 door geoloog Henri Coquand toegewezen aan Protorosaurus speneri. In 1869 benoemde Paul Gervais het voorlopig als een nieuwe soort van de krokodilachtige Geosaurus: ?Geosaurus cynodus. De soortaanduiding betekent 'hondentand' in het Grieks. In 1899 werd door George Baur begrepen dat het een basale synapside moest zijn. In 1910 wees Armand Thévenin het toe aan het geslacht Stereorachis, zonder overigens een formele hernoeming tot 'S. cynodus' omdat hij het ook mogelijk achtte dat de soort in  Dimetrodon hoorde. In 1923 benoemde baron Franz Nopcsa een eigen geslacht Neosaurus, de 'nieuwe sauriër'.
Het holotype is HN004 2009-00-1. Het stamt uit het Gzhelien–Asselien. Het bestaat uit een linkerbovenkaaksbeen met een tand en afdrukken van acht tanden. De tegenplaat toont ook afdrukken van tanden, in totaal dertien.
In 1985 meende David A. Ebereth dat het kon gaan om een juveniel, wellicht uit het geslacht Dimetrodon of Sphenacodon. Het stuk is namelijk maar acht centimeter lang. Daarbij zijn de mogelijke onderscheidende kenmerken, namelijk de lage trede in de kaaklijn en de combinatie van vier voorste tanden met elf tanden achter de "hoektanden", te verklaren uit de jonge leeftijd. Hij oordeelde dat het taxon een nomen dubium was. Dat werd bevestigd door een studie van Jocelyn Falconnet uit 2015/2016.
Neosaurus werd in 2016 geplaatst als Sphenacodontidae indeterminatae. Historisch is het geslacht van belang als tweede sphenacodontide die ooit benoemd is.
Verwarrend is dat de dinosauriër Hypsibema missouriensis (Gilmore 1945) eerst als een Neosaurus benoemd is omdat men niet wist dat de naam al bezet was.